# Potamonautes loveni
Potamonautes loveni é uma espécie de crustáceo da família Potamonautidae.
Pode ser encontrada nos seguintes países: Quénia e Uganda.
Os seus habitats naturais são: rios.